# Baixada Santista
Die Metropolregion Baixada Santista (Região Metropolitana da Baixada Santista, zu Deutsch Metropolregion Tiefebene von Santos) an der Küste des brasilianischen Bundesstaates São Paulo wurde 1996 geschaffen, um die Entwicklung des Gebietes zu  koordinieren. Auf einer Fläche von 2423 km² leben dort über 1,6 Millionen (2007) Menschen.

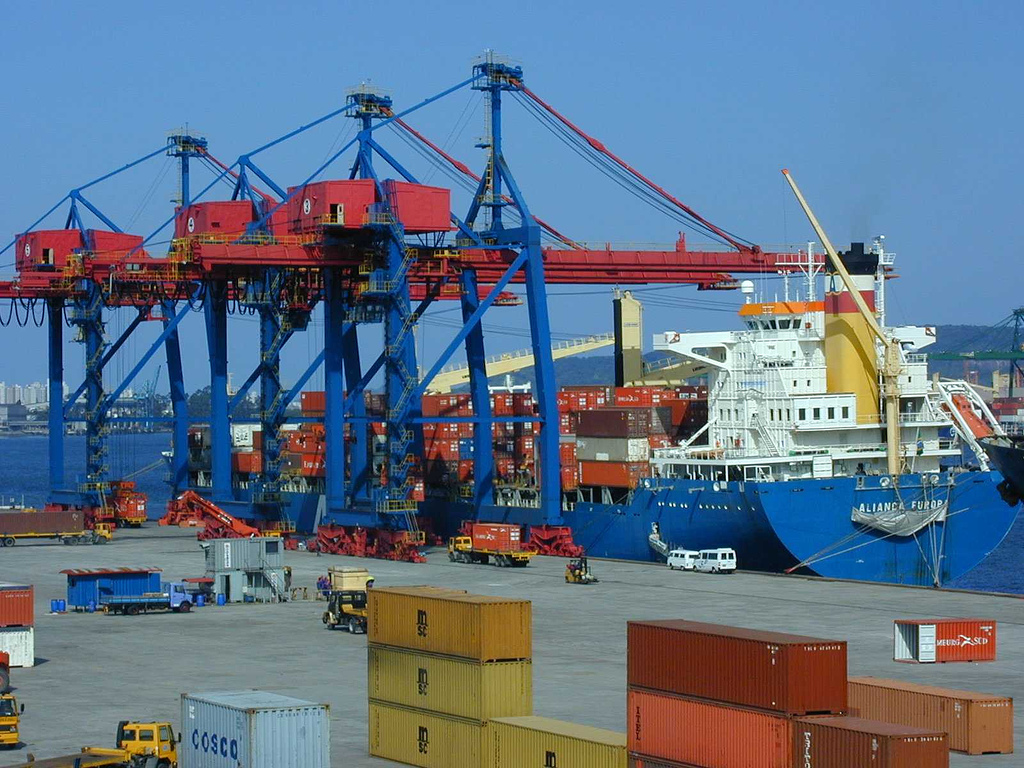
Hafenbetrieb in Santos

Neben der Stadt Santos gehören auch – von West nach Ost – Peruíbe, Itanhaém, Mongaguá, Praia Grande, São Vicente, Cubatão, Guarujá und Bertioga zum Gebiet.
Die Wirtschaft wird vom Hafen von Santos, mit Kaianlagen von insgesamt 13 km Länge dem größten und bedeutendsten Brasiliens, und dem Tourismus bestimmt. Zahlreiche Strände ziehen Besucher aus der weniger als 100 km entfernten Metropole São Paulo mit ihren weit über 10 Millionen Einwohnern an. Bedeutend ist auch das Industriegebiet von Cubatão mit seinen metallverarbeitenden Werken.
| Gemeinden der Metropolregion Baixada Santista | Gemeinden der Metropolregion Baixada Santista | Gemeinden der Metropolregion Baixada Santista |
| --------------------------------------------- | --------------------------------------------- | --------------------------------------------- |
| - Bertioga - Cubatão - Guarujá                | - Itanhaém - Mongaguá - Peruíbe               | - Praia Grande - Santos - São Vicente         |